# Olympische Sommerspiele 2024/Teilnehmer (Somalia)
| Gelbes Symbol für Goldmedaillen mit stilisierten Olympischen Ringen | Graues Symbol für Silbermedaillen mit stilisierten Olympischen Ringen | Braundes Symbol für Bronzemedaillen mit stilisierten Olympischen Ringen |
| ------------------------------------------------------------------- | --------------------------------------------------------------------- | ----------------------------------------------------------------------- |
| —                                                                   | —                                                                     | —                                                                       |

Somalia nahm an den Olympischen Spielen 2024 vom 26. Juli bis zum 11. August 2024 in Paris mit einem Athleten teil. Es war die insgesamt achte Teilnahme an Olympischen Sommerspielen.

## Teilnehmer nach Sportarten

### Leichtathletik
Laufen und Gehen
| Athleten        | Wettbewerb | Vorlauf     | Vorlauf | Hoffnungslauf | Hoffnungslauf | Halbfinale    | Halbfinale    | Finale        | Finale        | Rang          |
| Athleten        | Wettbewerb | Zeit        | Rang    | Zeit          | Rang          | Zeit          | Rang          | Zeit          | Rang          | Rang          |
| --------------- | ---------- | ----------- | ------- | ------------- | ------------- | ------------- | ------------- | ------------- | ------------- | ------------- |
| Männer          |            |             |         |               |               |               |               |               |               |               |
| Ali Idow Hassan | 800 m      | 1:48,72 min | 8       | DNS           | DNS           | ausgeschieden | ausgeschieden | ausgeschieden | ausgeschieden | ausgeschieden |